# Alan F. Alford
Alan F. Alford (1961 – 14 novembre 2011) è stato uno scrittore ed egittologo britannico, specializzato in argomenti di antiche religioni, mitologia ed egittologia.
Il suo primo libro, Gods of the New Millennium (1996), trattava della teoria degli antichi astronauti di Zecharia Sitchin, e divenne un bestseller nel Regno Unito. Nelle sue opere successive, ammise i gravi errori compiuti nel suo uso della teoria di Sitchin, e propose un'alternativa, la cosiddetta teoria dell'antico mito del cataclisma: "Sono ora fermamente dell'opinione che questi dei personificassero la caduta del cielo; in altre parole, la discesa degli dei era una resa poetica del mito del cataclisma che si trova al centro delle antiche religioni del Vicino Oriente".
Le ultime opere di Alford si focalizzano sull'importanza del mito della creazione nella religione egizia.

## Biografia
Alan Alford, nato nel 1961, fu istruito presso la King Edward VI Grammar School di Southampton, Inghilterra, conseguendo una laurea in Commercio presso l'Università di Birmingham nel 1982. Divenne commercialista nel 1985. Intraprese una carriera nell'industria, lavorando per McCarthy & Stone plc, Flight Refuelling plc e South Staffordshire Water plc (periodo nel quale conseguì un master presso la University of Coventry). Lasciò quest'ultima ditta nel 1995, iniziando una nuova carriera come scrittore..

## Opere
- Gods of the New Millennium, Hodder & Stoughton, 1997; pubblicato la prima volta da Eridu Books, 1996.
- The Phoenix Solution, Hodder & Stoughton, 1998.
- When the Gods Came Down, Hodder and Stoughton, 2000.
- The Atlantis Secret, Eridu Books, 2001.
- Pyramid of Secrets, Eridu Books, 2003
- The Midnight Sun, Eridu Books, 2004

## Ritrattazione della teoria degli antichi astronauti
In Gods of the New Millennium (1996 e 1997), Alford porta all'attenzione del pubblico britannico la teoria degli antichi astronauti dello scrittore Zecharia Sitchin. Il libro fu un successo commerciale. Meno di due anni dopo, Alford iniziò a contraddire il proprio mentore, sostenendo che gli dei erano la personificazione dell'esplosione di un pianeta paradisiaco che aveva generato l'universo.
I dubbi di Alford riguardo alla teoria di Sitchin emersero durante la lettura dei testi delle piramidi, nelle ricerche condotte per preparare la stesura del libro The Phoenix Solution (1998). Nel farlo, trovò poche prove a supporto della teoria degli astronauti, mentre furono molti i legami tra i miti egizi e l'"ipotesi del pianeta esploso" dell'astronomo statunitense Tom Van Flandern. Alford afferma che la chiave di questa inversione a U fu l'idea che "gli dei impersonavano il cataclismico potere della creazione". Nondimeno, molti dei suoi lettori preferirono credere ad una teoria cospirazionistica secondo cui Alford sarebbe stato zittito dalla CIA.
Avendo capito l'errore, Alford iniziò proprie ricerche sui testi mitologici mesopotamici. Il risultato fu il libro When The Gods Came Down (2000), in cui raffina ed amplia la teoria cataclismica del mito, scrivendo una decisa confutazione della teoria degli astronauti. Assieme alla pubblicazione di questo libro, Alford pubblicò sul proprio sito web un'ampia autocritica relativa al proprio primo libro, Gods of the New Millennium. In quel periodo l'edizione tascabile di GOTNM cominciò a presentare una nuova prefazione in cui l'autore esprimeva le proprie riserve riguardo ai capitoli dal 6 al 16.
In The Atlantis Secret (2003) Alford attacca le teorie del mito di Evemero e Von Däniken, sostenendo che gli dei greci non erano eroi o astronauti deficati ma personificazioni degli eventi cataclismici dell'inizio del mondo. Come per l'antico credo secondo cui gli dei regalarono la civiltà agli uomini, mito comunemente citato da chi crede agli antichi astronauti, anche questa era una naturale estensione dei miti della "nascita della Terra" popolari in tempi antichi.

## Ipotesi del pianeta esploso
L'ipotesi del pianeta esploso apparve la prima volta nel libro di Alford intitolato The Phoenix Solution,  e fu ripresa nel successive opere When The Gods Came Down e The Atlantis Secret.
In The Phoenix Solution Alford esamina vari testi egizi che sembrano descrivere "la caduta del cielo" e la susseguente fertilizzazione della Terra. Basandosi sulla controversa opera dell'astronomo Tom Van Flandern, reinterpretò questo dramma mitologico (ben noto nella mitologia sumera) come una teorica (ma non osservata) esplosione planetaria che ebbe luogo milioni di anni fa. Buona parte della mitologia egizia, sostenne, si basava sull'immaginaria "morte e risurrezione" di questo pianeta perduto, personificato come un dio creatore.
In When The Gods Came Down Alford amplia il raggio del suo studio della mitologia mesopotamica e biblica. In questo libro separa la propria idea del pianeta esploso da quella scientifica di Van Flandern. Sostenne che la religione sumera contemplava un "culto del pianeta esploso", e che il suo mito principale era incluso nelle storie degli dei che scendevano dal cielo, della creazione dell'uomo, delle guerre tra dei di cielo e di terra e del sacro matrimonio tra dio e dea. Una delle sue affermazioni più controverse fu che la storia della crocefissione e della resurrezione di Gesù Cristo fosse un'allegoria del pianeta paradisiaco, e che Gesù probabilmente non fosse mai esistito.
In The Atlantis Secret Alford sottolinea l'importanza dei cataclismi negli antichi miti greci, ed ipotizza che gli dei greci abbiano ereditato molte caratteristiche dagli antichi omologhi mesopotamici. Fece anche notare che l'esistenza degli antichi miti del pianeta esploso non significavano che l'esplosione fosse avvenuta davvero. Si basò invece sulle opere di Victor Clube e Bill Napier per ipotizzare che comete, palle di fuoco e meteoriti possano essere state osservate all'alba della civiltà, e che gli antichi saggi abbiano dedotto che un pianeta era esploso. Questi saggi avrebbero quindi attribuito ad un enorme cataclisma la nascita dell'universo e l'inizio del tempo.
Alcuni critici affermarono che le teorie di Alford erano ateistiche, che nessun pianeta era esploso, e che gli antichi non conoscevano il concetto di pianeta. Altri criticarono il fatto che era sbagliato vedere nel pianeta esploso una spiegazione monolitica di tutti i miti.

## Teoria di Atlantide
In The Atlantis Secret (2003) Alford critica le interpretazioni storiche della storia di Atlantide raccontata da Platone, ed affermò che Atlantide non era mai esistita in senso geografico. Accennando ai più recenti studi su Platone, disse che la storia era un'allegoria politica, basata sulla visione critica che Platone aveva di Atene come di un impero marittimo potente ma in declino nel V secolo a.C. Sostenne allo stesso tempo che si trattava di un'allegoria della creazione dell'universo, seguendo la cosmogonia geogentrica degli antichi Greci. In questo senso sostenne che la storia era "vera" (come Platone insistette che era) per gli antichi saggi, dato che costoro credevano che il mito della creazione fosse la vera storia di come l'universo nacque.
I dettagli della teoria di Alford sono i seguenti: che Atlantide fosse una metafora del mondo sotterraneo primordiale (l'interno della Terra); che l'invasione del mondo conosciuto da parte di Atlantide fosse un'allegoria dell'eruzione del sottosuolo; e che gli antichi ateniesi rappresentassero la città ideale (città archetipale e metaforica) che cadde dal cielo e sconfisse Atlantide penetrando nel sottosuolo.
Anche se l'interpretazione di Alford traccia molti paralleli tra i miti greci, ad esempio la storia di Esiodo sulla battaglia tra dei e titani, la chiave di questa teoria sarebbe la sua esplorazione dei parallelismi tra i miti Greci e quelli del Vicino Oriente. Partendo dai più recenti lavori di studiosi quali Walter Burkert, Martin West e Charles Penglase, Alford ipotizzò che poeti e filosofi greci assorbirono dagli omologhi del Vicino oriente le concezioni mitologiche: la nascita dell'universo tramite un cataclisma, la caduta del cielo, la discesa delle città dal paradiso in terra, la caduta dell'età dell'oro, le guerre tra gli dei del paradiso e quelli degli inferi, la caduta di isole e continenti dal paradiso nel mare sotterraneo, la nascita di tutte le cose dalla terra o dal mare sotterraneo, ed il concetto stesso dei tre livelli di paradiso, terra ed inferi.
La teoria di Alford è stata attaccata da coloro che sostengono l'esistenza storica di Atlantide. Un altro studioso, Christopher Gill, apprezzò il suo approccio e si complimentò con lui per gli sforzi fatti per chiarire la storia da una prospettiva mitologica, rimanendo però cauto riguardo all'ipotesi del pianeta esploso per il mito della caduta del cielo.

## Idee sull'antica religione egizia
Nel libro The Midnight Sun Alford si basa sul libro di J.P. Allen per descrivere la 'fisica' del mito della creazione degli antichi egizi. Egli sostenne, seguendo Allen, che il mito della creazione forniva una descrizione coerente e consistente della creazione del cosmo, anche se in visione geocentrica, e per questo pose questo mito al centro della nostra comprensione della religione egizia. In seguito sostenne, in opposizione ad Allen e ad altri, che in Egitto il dio-sole era secondario al dio-creatore, essendo questi incaricato (assieme al faraone) di riproporre continuamente il mito della creazione al fine di rendere eterno l'ordine cosmico (maat). Alford sostenne quindi che la religione egizia era semplicemente una sfaccettatura di un unico "culto della creazione".
Secondo questo punto di vista, Alford fu scettico riguardo all'interpretazione ortodossa "solare" di obelischi e piramidi. Secondo lui questi monumenti commemoravano la creazione del cosmo, e la pietra benben all'apice rappresentava il seme del dio-creatore, portato dalla terra in cielo.
Alford sostenne anche che i testi delle piramidi, un rompicapo per gli studiosi, avessero il compito rituale di riproporre gli eventi della creazione, in cui il re ricopriva il ruolo di dio-creatore che emergeva dalla terra e giungeva in tutte le parti del cosmo.

## Teorie sulla Grande Piramide
A differenza di altri teorici delle piramidi, Alford interpretò la Grande Piramide nel contesto della religione egizia. In pratica ridefinì la religione di coloro che la costruirono, sostenendo che non lo fecero per il culto del sole ma per quello della creazione, e dedicò un intero libro, The Midnight Sun (2004), a questa idea.
Alford lo considerò un punto base per la regola secondo cui il faraone veniva sepolto nella terra, ovvero al livello del terreno o sotto, e questo lo portò a concludere che Cheope fu interrato in una grotta ben nascosta, la cui entrata è oggi sigillata accanto alla nota grotta chiamata Grotto. Tentò di convincere le autorità egiziane a concedergli un permesso per studiare la zona con i radar e, anche se per ora non si è fatto nulla, è probabile che prima o poi questa teoria verrà testata.
La teoria del culto della creazione fornisce anche la base per una nuova idea di Alford, ovvero che il sarcofago posto nella Camera del Re, comunemente considerato il luogo di sepoltura di Cheope, contenesse in realtà un meteorite ferroso. Sostenne, facendo riferimento ai testi delle piramidi, che questo ferro fosse stato sparato nel cielo nel momento della creazione, secondo il punto di vista geocentrico degli Egizi.
Il resto della piramide è interpretato da Alford come una rete di camere segrete in cui erano nascoste reliquie religiose, da cui trasse il titolo Pyramid of Secrets (Piramide dei Segreti). Questa parte è il punto debole della teoria, dato che il supporto dei testi scritti è minimo, e non c'è modo di sapere cosa contenessero un tempo le camere che oggi conosciamo. Di nuovo, la teoria di Alford potrà essere provata o smentita da future esplorazioni, dato che è fondamentale l'esistenza di queste fantomatiche camere segrete. A questo proposito, le sue idee sono seguite da J.P. Lepre, il quale sostenne che gli strani percorsi posti all'interno della piramide potrebbero nascondere l'esistenza di camere e passaggi segreti.
L'idea più controversa è che la Camera dei Re generi suoni a bassa frequenza tramite la sua struttura, il cui obbiettivo sarebbe quello di riprodurre il suono della nascita della terra. Questa teoria è un tentativo di spiegare l'uso fatto dai costruttori di tetti sovrapposti con enormi blocchi di granito sul soffitto della camera. Gli egittologi in realtà non vedono misteri in questi tetti, e quindi respingono ogni ipotesi non necessaria.